# Mistrovství světa v jízdě na bobech a skeletonu 2009
LV. ročník Mistrovství světa v jízdě na bobech a skeletonu 2009 se konal v americkém Lake Placid od 25. února do 28. února 2009. Na programu šampionátu byl závod dvoubobu mužů i žen, závod čtyřbobů, závod ve skeletonu mužů a žen a závod družstev, kde jednotlivou zem zastupují skeletonista, skeletonistka a dvojbob mužů a žen.

## Medailisté
| *             | Zlato | Stříbro                                                                                           | Bronz                                                                                           |
| ------------- | --- | ------------------------------------------------------------------------------------------------- | ----------------------------------------------------------------------------------------------- |
| Dvoubob muži  | Švýcarsko Ivo Rüegg Cédric Grand                                                                                | Německo Thomas Florschütz Marc Kühne                                                              | USA Steven Holcomb Curtis Tomasevicz                                                            |
| Dvoubob ženy  | Velká Británie Nicola Minichiello Gillian Cooke                                                                 | USA Shauna Rohbock Elana Meyers                                                                   | Německo Cathleen Martini Janine Tischer                                                         |
| Čtyřbob muži  | USA Steven Holcomb, Justin Olsen Steve Mesler, Curtis Tomasevicz                                                | Německo André Lange, Alexander Rödiger Kevin Kuske, Martin Putze                                  | Lotyšsko Janis Minins, Daumants Dreiskens Oskars Melbardis, Intars Dambis                       |
| Skeleton muži | Gregor Stähl | Adam Pengilly                                                                                     | Aleksandr Tretiakov                                                                             |
| Skeleton ženy | Marion Trott | Amy Williams                                                                                      | Kerstin Szymkowiak                                                                              |
| Družstva      | Německo Frank Rommel, Sandra Prokoff-Kiriasis Patricia Polifka, Marion Trott Thomas Florschütz, Andreas Barucha | Švýcarsko Gregor Stähli, Sabina Hafner Anne Dietrich, Maya Pedersen-Bieri Ivo Rüegg, Cédric Grand | USA Eric Bernotas, Shauna Rohbock Valerie Fleming, Katie Uhlaender Steven Holcomb, Justin Olsen |

## Dvoubob
| *       | Jméno                                      | 1 kolo | 2 kolo | 3 kolo | 4 kolo | Celkem  |
| ------- | ------------------------------------------ | ------ | ------ | ------ | ------ | ------- |
| Zlato   | Švýcarsko Ivo Rüegg Cédric Grand           | 55.56  | 55.56  | 55.40  | 55.68  | 3:42.20 |
| Stříbro | Německo Thomas Florschütz Marc Kühne       | 55.50  | 55.68  | 55.45  | 55.79  | 3:42.42 |
| Bronz   | USA Steven Holcomb Curtis Tomasevicz       | 55.64  | 55.76  | 55.41  | 55.79  | 3:42.60 |
| 4       | Rusko Aleksandr Zubkov Aleksey Voevoda     | 55.58  | 55.79  | 55.54  | 55.83  | 3:42.74 |
| 5       | Německo André Lange Martin Putze           | 55.72  | 55.82  | 55.77  | 55.81  | 3:43.12 |
| 6       | Kanada Pierre Lueders David Bissett        | 55.84  | 55.71  | 55.84  | 56.13  | 3:43.52 |
| 7       | Kanada Lyndon Rush Lascelles Brown         | 56.02  | 56.09  | 55.81  | 55.73  | 3:43.65 |
| 8       | Rusko Dmitriy Abramovitch Sergey Prudnikov | 56.00  | 56.16  | 55.72  | 56.03  | 3:43.91 |
| 9       | Německo Karl Angerer Gregor Bermbach       | 56.17  | 56.12  | 55.96  | 55.92  | 3:44.17 |
| 10      | Švýcarsko Daniel Schmid Roman Handschin    | 56.12  | 56.14  | 55.97  | 56.07  | 3:44.30 |
|         |                                            |        |        |        |        |         |
| 18      | Česko Ivo Danilevič Jan Stokláska          | 56,23  | 56,29  | 56,39  | 56,38  | 3:45.29 |

| *       | Jméno                                            | 1 kolo | 2 kolo | 3 kolo | 4 kolo | Celkem  |
| ------- | ------------------------------------------------ | ------ | ------ | ------ | ------ | ------- |
| Zlato   | Velká Británie Nicola Minichiello Gillian Cooke  | 56.98  | 57.11  | 56.96  | 57.17  | 3:48.22 |
| Stříbro | USA Shauna Rohbock Elana Meyers                  | 57.00  | 57.05  | 57.12  | 57.43  | 3:48.60 |
| Bronz   | Německo Cathleen Martini Janine Tischer          | 57.05  | 57.15  | 57.12  | 57.52  | 3:48.84 |
| 4       | Kanada Helen Upperton Jennifer Ciochetti         | 57.22  | 57.23  | 57.13  | 57.35  | 3:48.93 |
| 5       | Kanada Kaillie Humphries Heather Moyse           | 56.94  | 57.34  | 57.28  | 57.41  | 3:48.97 |
| 6       | USA Erin Pac Michelle Rzepka                     | 57.09  | 57.19  | 57.18  | 57.54  | 3:49.00 |
| 7       | Německo Sandra Prokoff-Kiriasis Patricia Polifka | 57.17  | 57.26  | 57.32  | 57.4   | 3:49.19 |
| 8       | Švýcarsko Sabina Hafner Anne Dietrich            | 57.26  | 57.33  | 57.19  | 57.43  | 3:49.21 |
| 9       | Německo Claudia Schramm Nicole Herschmann        | 57.55  | 57.40  | 57.35  | 57.60  | 3:49.90 |
| 10      | USA Bree Schaaf Emily Azevedo                    | 57.62  | 57.56  | 57.48  | 57.53  | 3:50.19 |

## Čtyřbob
| *       | Jméno                                                                          | 1 kolo | 2 kolo | 3 kolo | 4 kolo | Celkem  |
| ------- | ------------------------------------------------------------------------------ | ------ | ------ | ------ | ------ | ------- |
| Zlato   | USA Steven Holcomb, Justin Olsen Steve Mesler, Curtis Tomasevicz               | 54.02  | 54.51  | 53.78  | 54.30  | 3:36.61 |
| Stříbro | Německo André Lange, Alexander Rödiger Kevin Kuske, Martin Putze               | 54.41  | 54.61  | 54.06  | 54.50  | 3:37.5  |
| Bronz   | Lotyšsko Janis Minins, Daumants Dreiskens Oskars Melbardis, Intars Dambis      | 54.39  | 54.62  | 54.08  | 54.52  | 3:37.61 |
| 4       | Rusko Aleksandr Zubkov, Roman Oreshnikov Dmitriy Trunenkov, Dmitriy Stepushkin | 54.33  | 54.68  | 54.32  | 54.72  | 3:38.05 |
| 5       | Rusko Dmitriy Abramovitch, Philipp Yegorov Aleksey Seliverstov, Petr Moiseyev  | 54.69  | 54.76  | 54.26  | 54.62  | 3:38.33 |
| 6       | Švýcarsko Ivo Rüegg, Roman Handschin Thomas Lamparter, Cédric Grand            | 54.62  | 54.90  | 54.30  | 54.57  | 3:38.39 |
| 7       | Nizozemsko Edwin van Calker, Arno Klaasen Sybren Jansma, Timothy Beck          | 54.80  | 54.96  | 54.54  | 54.72  | 3:39.02 |
| 8       | Rakousko Wolfgang Stampfer, Jürgen Mayer Gerhard Köhler, Jürgen Loacker        | 54.68  | 54.84  | 54.60  | 54.96  | 3:39.08 |
| 9       | USA Todd Hays, T.J. Burns Alex Sprague, Bill Schuffenhauer                     | 54.80  | 54.96  | 54.57  | 54.79  | 3:39.12 |
| 10      | Kanada Pierre Lueders, Ben Kotyk David Bissett, Justin Kripps                  | 54.99  | 55.11  | 54.62  | 54.81  | 3:39.53 |
| 12      | Česko Ivo Danilevič, Martin Bohmann Roman Gomola, Jan Stokláska                | 55,13  | 55,23  | 54,92  | 54,85  | 3:40,13 |

## Skeleton
| *       | Jméno               | 1 kolo | 2 kolo | 3 kolo | Celkem  |
| ------- | ------------------- | ------ | ------ | ------ | ------- |
| Zlato   | Gregor Stähli       | 56.16  | 55.33  | 55.09  | 2:46.58 |
| Stříbro | Adam Pengilly       | 56.92  | 55.23  | 54.78  | 2:46.93 |
| Bronz   | Aleksandr Tretiakov | 56.25  | 55.23  | 55.61  | 2:47.09 |
| 4       | Jon Montgomery      | 56.19  | 55.33  | 55.61  | 2:47.13 |
| 5       | Michi Halilovic     | 56.81  | 55.28  | 55.08  | 2:47.17 |
| 6       | Sandro Stielicke    | 56.80  | 55.12  | 55.34  | 2:47.26 |
| 7       | Eric Bernotas       | 56.60  | 55.54  | 55.20  | 2:47.34 |
| 8       | Jeff Pain           | 56.44  | 55.54  | 55.45  | 2:47.43 |
| 9       | Matthew Antoine     | 56.45  | 55.43  | 55.57  | 2:47.45 |
| 10      | Zach Lund           | 56.78  | 55.40  | 55.44  | 2:47.62 |

| *       | Jméno                 | 1 kolo | 2 kolo | 3 kolo | 4 kolo | Celkem  |
| ------- | --------------------- | ------ | ------ | ------ | ------ | ------- |
| Zlato   | Marion Trot           | 55.45  | 56.84  | 57.21  | 58.47  | 3:47.97 |
| Stříbro | Amy Williams          | 55.77  | 57.17  | 57.59  | 58.03  | 3:48.56 |
| Bronz   | Kerstin Szymkowiak    | 56.17  | 56.90  | 57.28  | 58.26  | 3:48.61 |
| 4       | Anja Huber            | 55.70  | 56.99  | 57.77  | 58.72  | 3:49.18 |
| 5       | Emma Lincoln-Smith    | 55.86  | 56.94  | 57.93  | 58.54  | 3:49.27 |
| 6       | Mellisa Hollingsworth | 56.11  | 57.07  | 58.04  | 58.07  | 3:49.29 |
| 7       | Katie Uhlaender       | 56.41  | 57.03  | 57.61  | 58.27  | 3:49.32 |
| 8       | Noelle Pikus-Pace     | 56.21  | 57.22  | 57.61  | 58.42  | 3:49.46 |
| 9       | Shelley Rudman        | 55.90  | 57.37  | 58.00  | 58.33  | 3:49.60 |
| 10      | Amy Gough             | 56.09  | 57.26  | 57.72  | 58.60  | 3:49.67 |
|         |                       |        |        |        |        |         |
| 24      | Michaela Glaesserová  | 57,88  | 58,92  | 59,68  | *      | 2:56,48 |

## Závod družstev
| *       | Družstvo | Časy                    | Součet  |
| ------- | --- | ----------------------- | ------- |
| Zlato   | Německo Frank Rommel Sandra Prokoff-Kiriasis/ Patricia Polifka Marion Trott Thomas Florschütz / Andreas Barucha | 54.89 58.01 56.46 56.05 | 3:45.41 |
| Stříbro | Švýcarsko Gregor Stähli Sabina Hafner/ Anne Dietrich Maya Pedersen-Bieri Ivo Rüegg/ Cédric Grand                | 55.15 57.90 56.82 55.78 | 3:45.65 |
| Bronz   | USA Eric Bernotas Shauna Rohbock/ Valerie Fleming Katie Uhlaender Steven Holcomb/ Justin Olsen                  | 54.90 57.67 57.00 56.09 | 3:45.66 |
| 4       | Kanada Jeff Parin Helen Upperton/ Amanda Moreley Mellisa Hollingsworth Lyndon Rush/ Chris le Bihan              | 55.29 57.66 56.73 56.08 | 3:45.76 |
| 5       | Velká Británie Anthony Sawyer Nicola Minichiello/ Jackie Gunn Amy Williams John Jackson/ Henry Nwume            | 55.19 57.72 56.73 56.39 | 3:46.03 |
| 6       | USA Matthew Antoine Erin Pac/ Michelle Rzepka Noelle Pikus-Pace Todd Hays/ T.J. Burns                           | 55.05 57.81 57.08 56.26 | 3:46.20 |
| 7       | Německo Florian Grassl Cathleen Martini/ Christin Senkel Anja Huber Karl Angerer/ Thomas Pöge                   | 55.15 57.83 56.79 56.55 | 3:46.32 |
| 8       | Rusko Sergey Chudinov Viktoriya Tokovaya/ Yelena Doronina Svetlana Trunova Yevgeniy Popov/ Aleksey Andryunin    | 55.89 58.27 58.58 56.53 | 3:49.27 |

## Pořadí národů
| * | Stát           | Zlato | Stříbro | Bronz | Celkem |
| - | -------------- | ----- | ------- | ----- | ------ |
| 1 | Německo        | 2     | 2       | 2     | 6      |
| 2 | Švýcarsko      | 2     | 1       | 0     | 3      |
| 3 | Velká Británie | 1     | 2       | 0     | 3'     |
| 4 | USA            | 1     | 1       | 2     | 4      |
| 5 | Rusko          | 0     | 0       | 1     | 1      |
| 6 | Lotyšsko       | 0     | 0       | 1     | 1      |
|   | Celkem         | 6     | 6       | 6     | 18     |